# کارینه هرمس
کارینه هرمس (به انگلیسی: Corinne Hermès) (زاده ۱۶ دسامبر ۱۹۶۱ ) خوانندهٔ فرانسوی است.
او در سال ۱۹۸۳ به نماینگی از لوکزامبورگ در مسابقه یوروویژن شرکت کرد و برنده شد.